# Agrippina (fumetto)
Agrippina (Agrippine) è un personaggio immaginario protagonista di una omonima serie a fumetti creata da Claire Bretécher nel 1987.
La striscia presenta in toni caricaturali i dilemmi esistenziali e le banali preoccupazioni di un'adolescente viziata, descrivendo una borghesia parigina incastrata tra esistenzialismo e consumismo. Gli adolescenti sono ritratti come falsi ribelli preoccupati soprattutto di apparire e di sedurre, mentre gli adulti sono sovente degli hippie ritardati che cercano di salvaguardare le loro vecchie illusioni di libertà di spirito pur conducendo una vita grigia e meschina.
La striscia di Agrippina viene ricordata in Francia per l'utilizzo del linguaggio, “sempre nuovo”, “rapido”, “formidabile” e “inventivo”.. Di fatto si tratta di un argot francese contemporaneo parodiato, in parte vero e in parte inventato.

## Storia editoriale
Pubblicata in Francia dalla stessa autrice prima, da Hyphen e Dargaud poi, in otto volumi tra il 1988 e il 2009, la serie esordì anche in Italia sulla rivista linus e venne in seguito raccolta in volumi da Bompiani, Comic Art e Comma 22.
- Agrippine, il primo volume della serie del 1988, è stato tradotto e pubblicato in Italia per Bompiani nel 1990 con il titolo di Agrippina.
- Les Combats d'Agrippine, terzo volume della serie del 1993, è stato pubblicato in Italia da Comic Art nel 1997 con il titolo di I conflitti di Agrippina e da Comma 22 nel 2010 con il titolo di La battaglia di Agrippina.

## Personaggi
I personaggi di Agrippina sono caricature degli adolescenti e degli adulti di oggi. Gli adulti, in particolare, rappresentano delle caricature della mentalità sessantottina.
- Agrippina è la protagonista della serie, giovane in piena crisi adolescenziale con tutti i dubbi del caso tra cui le domande sul senso della vita, la curiosità sulla sessualità e sui ragazzi, le chiacchiere infinite con le amiche, i pettegolezzi o gli scontri con i genitori. Senza grossi interessi né programmi per il futuro, rimpiange che i genitori non abbiano divorziato perché in tal caso lei avrebbe ricevuto il doppio dei regali di Natale e compleanno. Il suo nome deriva da quello di Giulia Agrippina Augusta, famosa avvelenatrice dell'antica Roma.
- Bergère Leprince è la migliore amica di Agrippina e la sua confidente in materia di ragazzi. Ha un grosso complesso per via del suo seno piccolo e, per prima, “conclude” con un ragazzo, Mirtil Galère, provocando la gelosia di Agrippina. Il suo nome allude alla pastorella delle fiabe che finisce per sposare il principe azzurro.
- Modern Mesclun è l'eterno spasimante di Agrippina, che non lo considera minimamente. Cerca disperatamente di farsi notare dal mondo giocando a fare il filosofo. Il suo nome (il mesclun) ricorda quello di un'insalata mista.
- Rouge-Gorge de Cossé-Balzac è una giovane ossessionata dal suo fisico che in un secondo tempo vuole diventare top-model malgrado il suo corpo tenderà ad arrotondarsi. Mitomane, sostiene di conoscere le star più celebri, e si rifà le labbra con il collagene. Il suo nome è il mix di Maison de Cossé-Brissac e di Honoré de Balzac.
- Psyché Chia e Moonlight Mollard sono le altre due amiche di Agrippina.
- Morose le Hachis è il primo ragazzo con cui Agrippina esce, che porta l'anticonformismo fino all'assurdo, insegnando ad Agrippina a "non-essere".
- Mirtil Galère esce con Bergère e in seguito con la stessa Agrippina.
- Muflée Madredios è una ragazza anoressica coetanea di Agrippina.
- Canaan Linchbage è un informatico, colpo di fulmine di Agrippina. Il suo nome allude allo Château Lynch-Bages, un vitigno del Médoc, e probabilmente a Charles Babbage, matematico e precursore dell'informatica.
- Poule è la madre di Agrippina, che fa l'avvocato e si sforza di affrontare stoicamente le varie bizzarrie di sua figlia ma solo con l'uso di una buona dose quotidiana di calmanti.
- Merlan è il marito di Poule e padre di Agrippina. Lui e Poule sono andati vicino al divorzio quando Agrippina era piccola ma non l'hanno fatto. Da allora lui e Poule non si rivolgono più la parola, tranne che in caso d'emergenza. Merlan è uno scrittore che parla spesso di molluschi. Molto protettivo nei confronti della figlia, sopporta male il vederla crescere e diventare una donna.
- Biron è il fratellino e la bestia nera di Agrippina, con la quale si dà continuamente sui nervi. Biron è intorno agli 8 anni ma ha già la fissa di guadagnar soldi, per esempio organizzando visite a pagamento della vecchissima bisnonna.
- Mamie è la madre di Poule. Nonna dinamica, è sempre pronto a partire per scoprire nuovi orizzonti. È stata sposata a un comunista, cosa che sua madre non le ha mai perdonato.
- Zonzon è la bisnonna di Agrippina. A 95 anni e mezzo, dimentica i nomi dei suoi famigliari restando però dotata nel calcolo mnemonico e molto aperta sul mondo informatico. Non ama gli animali.
- Tonton Jean-Mi, di nome Jean-Million, è il fratello di Poule. Detesta il suo nome e vuol essere chiamato Scott. Fa il professore di matematica ed ha un flirt con Rouge-Gorge.
- Candida è la guardiana e domestica portoghese con una parlata a metà spagnola in qualche parte inventata da Claire Bretécher. Questo personaggio è già apparso in Dottor Ventosa, bobologo e ne Il destino di Monique.